# Noteriades chapini
Noteriades chapini is een vliesvleugelig insect uit de familie Megachilidae. De wetenschappelijke naam van de soort is voor het eerst geldig gepubliceerd in 1933 door Cockerell.
De soort komt voor in het Kongogebied.